# Christopher Hinton, Baron Hinton of Bankside
Christopher Hinton, Baron Hinton of Bankside, britanski jedrski inženir in akademik, * 12. maj 1901, † 22. junij 1983, London.
Nadzoroval je gradnjo prve velike komercialne jedrske elektrarne - Calder Hall.